# Olof Olsson i See
Olof Olsson (i riksdagen kallad Olsson i See), född 18 september 1862 i Österfärnebo, död 14 juni 1920 i Österfärnebo, var en svensk lantbrukare och politiker (liberal).
Olof Olsson, som kom från en bondesläkt, var lantbrukare i See i Österfärnebo, där han också var kommunalstämmans och kommunalnämndens ordförande. Han var även aktiv i blåbandsrörelsen.
Olsson var riksdagsledamot i andra kammaren 1903–1920, fram till 1911 för Gästriklands västra tingslags valkrets och från 1912 för Gästriklands valkrets. I riksdagen tillhörde han Frisinnade landsföreningens riksdagsgrupp Liberala samlingspartiet. Han var bland annat ledamot i lagutskottet 1912–1914 och ägnade sig inte minst åt alkoholpolitik och skattefrågor och skrev 19 egna motioner om skatter, jordbruk och nykterhetsfrågor, t ex utredning av statens o kommunernas inkomster o utgifter för rusdryckshanteringen, samt om av kortad övningstid för värnpliktiga som uppnått ett visst kunskapsmått men även byggande av en statsbana mellan Uppsala och Storvik.

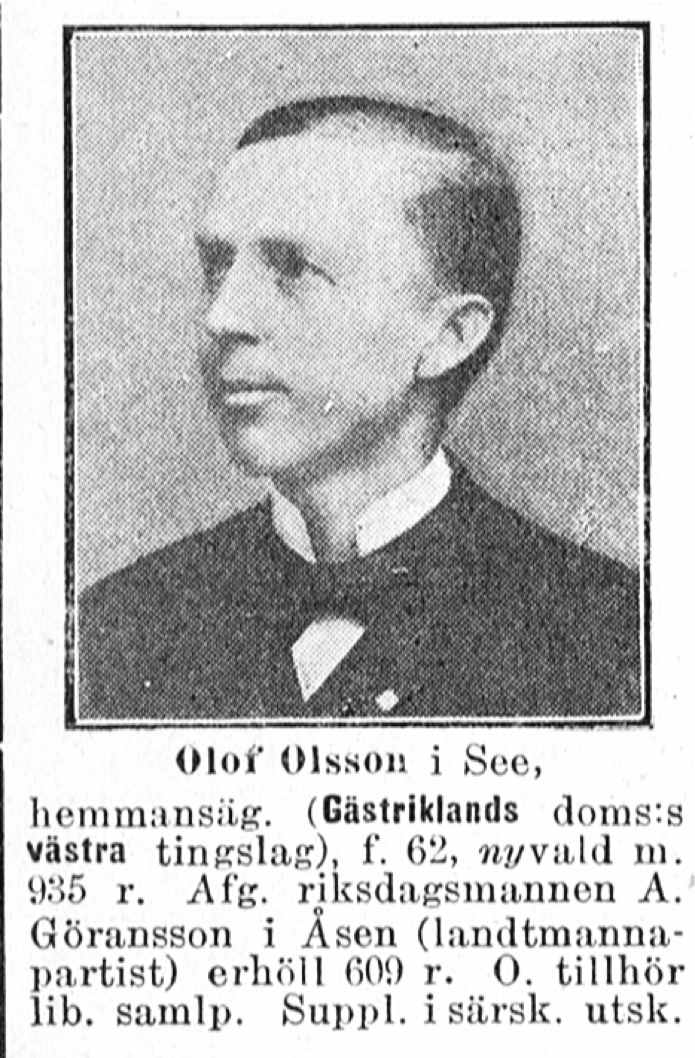
1903 års riksdag
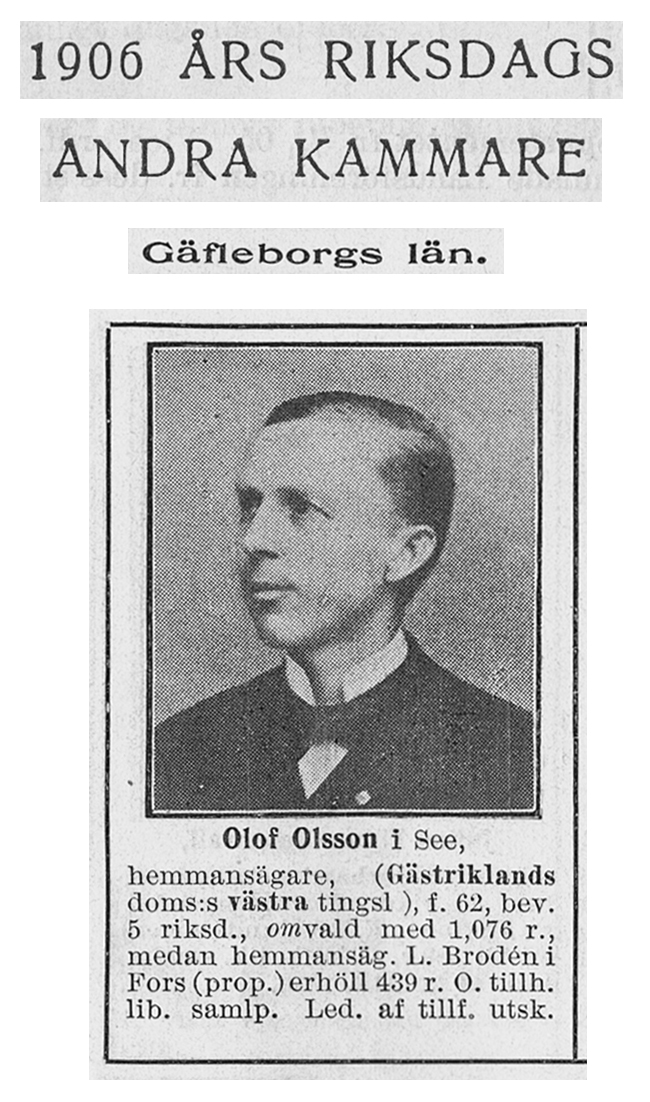
1906 års riksdag